# Juan Luis Vives

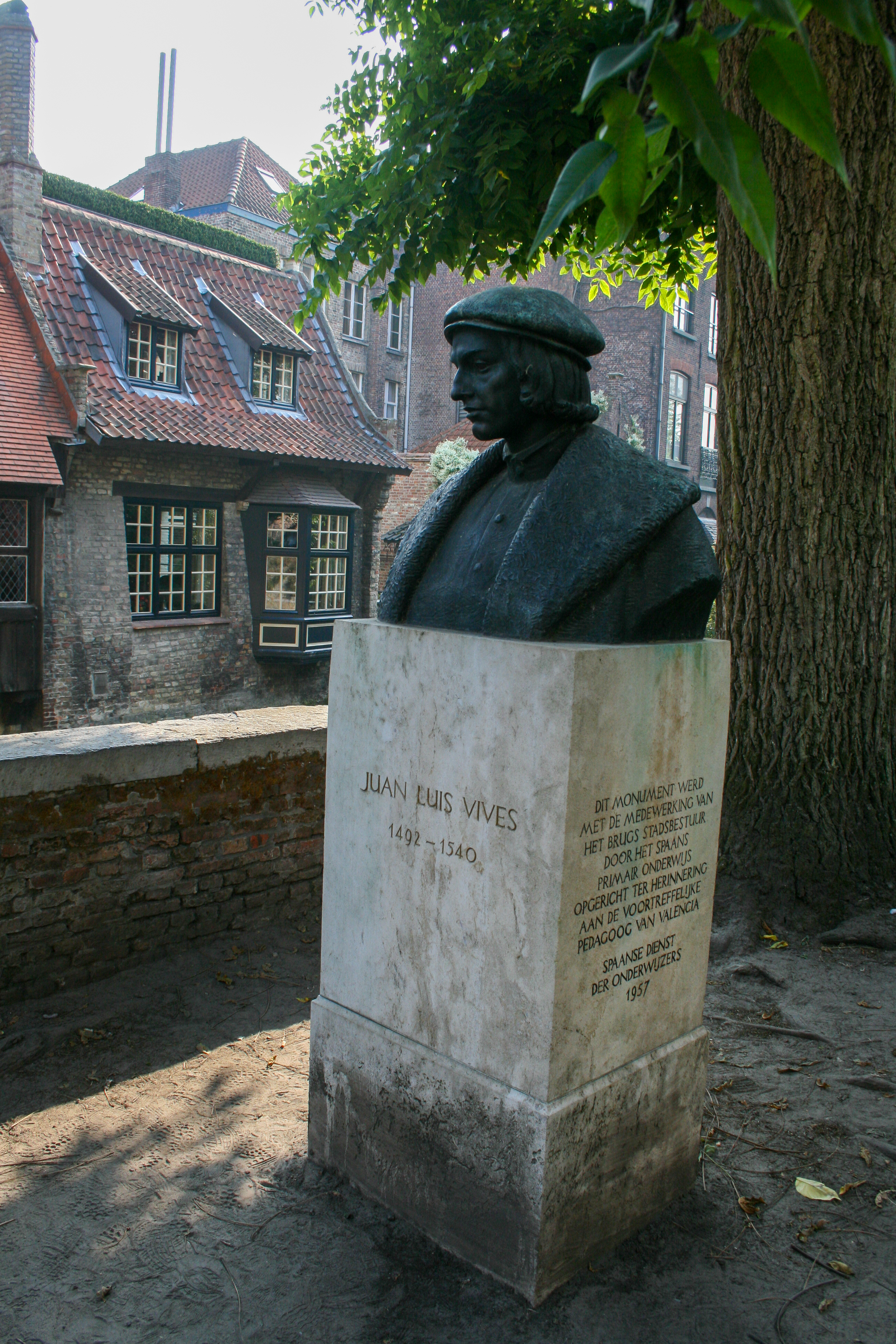
Mellszobra a belgiumi Brugge városában

Juan Luis Vives, latin nyelven: Ioannes Lodovicus Vives (Valencia, 1492. március 6. – Brugge, 1540. május 6.) filozófus, író, spanyolországi születésű reneszánsz-kori humanista, filozófus, egyetemi tanár. A neveléstudomány nagy alakja, kortársai második Quintilianusnak nevezték. Aktív éveit hazáján kívül, nagyrészt Németalföldön töltötte.

## Életútja
Valenciai előkelő, de szegény családban született, apja ruhakereskedő volt. „Vives rokonai – mindkét ágon – megtért zsidók voltak, és a XVI. sz. elején szinte teljesen kipusztították egész családját. Édesanyját, aki 1508-ban halt meg, 1529-ben kiásták sírjából, csontjait megégették; édesapját pedig 1526-ban küldte máglyára az inkvizíció ítélőszéke.”
Szülővárosában járt iskolába, majd 1509-től három évig Párizsban, a Sorbonne-on folytatta tanulmányait. 1512-ben Brugge-be ment és nevelője lett egy ott élő valenciai család lányának, akivel később házasságot kötött. 1516-tól 1523-ig Leuvenben élt; ott ismerkedett meg Erasmusszal és 1519-től a város híres egyetemén tanított. 
1523-ban Angliába ment és az oxfordi Corpus Christi kollégium ókori latin irodalom tanára lett, ugyanabban az évben doktorrá avatták. Fogadta őt VIII. Henrik angol király, Thomas Wolse bíboros, és Morus Tamással is találkozott. Angliai tartózkodása idején Aragóniai Katalin titkára és lányának, Tudor Máriának nevelője volt, akkor készült el Aragóniai Katalin számára írt A keresztény nő nevelése című tanácsadó művével (De institutione femininae christianae, 1523). A királyi pár válása után visszatért Brugge-be, ott keletkezett több nagy jelentőségű munkája. Anyagi gondjai miatt pártfogókat keresett, nevelősködött is és egyre többet betegeskedett.
1537-ben egy ideig otthonra talált a III. Nassaui Henrik bredai kastélyában. Ott fejezte be Vergilius Bucolicajának magyarázatát (Interpretatio allegorica in Bucolica Virgilii, megjelent 1537-ben) és ott adta ki Censura de Aristotelis Operibus című művét is. Folytatta korábban megkezdett pszichológiai könyvét (De anima et vita), melyben rendszerezve tárgyalja a lélektan alapvető kérdéseit. Brugge-ben halt meg, szülőhazájába soha nem tért vissza.

## Munkássága
Természetesen latinul írta műveit, melyek közül különösen pedagógiai, filozófiai és nyelvtudományi írásai voltak hatással kora humanistáira. A tanítás módszereiről írt művei, gyakorlatias nyelvkönyvei, az oktatási-nevelési kérdéseit taglaló könyvei ma is figyelemre méltóak.
„Vivès alkotta meg a nevelés történetének első didaktikai szintézisét 1531-ben megjelentetett művében, melynek címe: A tanulmányok rendszere vagy a keresztény nevelés (Libri de tradendis disciplinis sive de doctrina Christiana quinque). Az oktatás folyamatát két nagy periódusra bontja: a kezdettől 14 éves korig tart a nyelvek elsajátításának időszaka; a 15-25. évig tartó periódus a tudományok tanulmányozásáé.”
Pedagógiai eszménye: az egészséges, klasszikus nyelvekben és természettudományokban egyaránt jártas, erkölcsileg érett, bensőséges vallásos hitű ember. Könyvében elsőként fogalmazta meg a pszichológiai szempont érvényesítésének fontosságát a nevelésben.
Kiemelkedő műve a De disciplinis (A tanulmányok rendszeréről). „Szerzőjének nagysága mutatkozik meg, ha a művet egészében vizsgáljuk, hiszen így egy komplex pedagógiai rendszer tárul elénk. A nagy humanista tudós felépítette a tantárgyak rendszerét, meghatározta a tananyag szerkezetét, tartalmát és – többé-kevésbé – a tanítás módszereit.”
Számos más pedagógiai  témájú munka fűződik nevéhez. Részletesen foglalkozott a nőnevelés kérdéseivel. A keresztény nő nevelése (De institutione femininae christianae) című könyvében Szent Jeromos több mint ezer évvel korábbi elveit követi, sokkal inkább tilt, mint megenged. Szerinte a fiúkkal ellentétben a lányokat nem a klasszikus műveltségre kell megtanítani, hanem élethivatásukra, a feleség-szerepre kell felkészíteni. Szorgalmazta továbbá a szegények tanításához szükséges feltételek megteremtését, az iskolaügy állami támogatását, a vakok oktatásának megszervezését, stb.

## Főbb munkái
- Adversus pseudodialecticos (1520)
- De ratione studii puerilis (1523)
- De institutione feminae christianae (1523)
- De subventione pauperum (1526) (A szegények segítéséről. Brugge magisztrátusának írt ajánlással)
- De Europae dissidiis et bello turcico (1526)
- De disciplinis (1531, három nagy részből álló fő műve)
- De ratione dicendi (1532)
- De consultatione (1532)
- De conscribendis epistolis (1536)
- Exertatio linguae latinae (1538, dalógusok formájában írt kiváló latin nyelvkönyve)
- De anima et vita (1538)
- De veritate fidei christianae (a keresztény hit védelmében írt művét felesége kérésére – halála után – egy barátja jelentette meg)

## Magyarul
- Vives János Lajos: Böltsességhez vezető út; ford. Szlávy Pál; Royer Ny., Pest, 1779
- Vives J. Lajos válogatott neveléstudományi művei; ford., bev., jegyz. Péter János; fordítói, Târgul Săcuesc-Kézdivásárhely, 1935